# La Parra
|  | Per a altres significats, vegeu «la Parra (l'Esquirol)». |

La Parra és un municipi de la província de Badajoz, a la comunitat autònoma d'Extremadura.